# Oberoende parlamentarikers nomineringsstämma
Oberoende parlamentarikers nomineringsstämma var en grupp valda representanter från valkartellen Förbundet av Reformkrafter i Republika Srpskas nationalförsamling 1992-1996.
Under ledning av Milorad Dodik valde huvudparten av dess medlemmar att 1996 bilda Partiet för Oberoende socialdemokrater.